# Єлґавкрасти
Єлґавкрасти (лат. Jelgavkrasti) — селище краю Лиепупе Лимбазького повіту. Розташоване на правому березі Лиепупе біля шосе А1, 6 км від волостного центру Мусткални, 34 км від Салацгриви та 69 км від Риги.
Поселення утворилося як містечко біля садиби Пернігеле (Лиепупес). У 1933 році Єлгавкрасти (Єлгавкрог) отримали статус густонаселеного населеного пункту (села). У Єлгавкрастах є мотель і докторат, на протилежному березі річки — лютеранська церква Лиепупе. Поруч із селом знаходиться пивоварня «Lembužu alus».